# گاوغوک بزرگ
گاوغوک بزرگ (نام علمی: Limnodynastes interioris) نام یک گونه از سرده قورباغه‌های باتلاقی استرالیا است.